# Ceratothoa huttoni
Ceratothoa huttoni är en kräftdjursart som beskrevs av Henri Filhol 1885. Ceratothoa huttoni ingår i släktet Ceratothoa och familjen Cymothoidae. Inga underarter finns listade i Catalogue of Life.